# Microlicia
Microlicia es un género  de plantas fanerógamas pertenecientes a la familia Melastomataceae. Comprende 178 especies descritas y de estas, solo 14 aceptadas. Es originario de Brasil.

## Taxonomía
El género fue descrito por David Don y publicado en Memoirs of the Wernerian Natural History Society 4: 283, 301. 1823.

## Especies aceptadas
A continuación se brinda un listado de las especies del género Microlicia aceptadas hasta febrero de 2013, ordenadas alfabéticamente. Para cada una se indica el nombre binomial seguido del autor, abreviado según las convenciones y usos:
- Microlicia benthamiana Triana
- Microlicia cerifera (Gardner) A.B. Martins & Almeda
- Microlicia cordata (Spreng.) Cham.
- Microlicia fulva (Spreng.) Cham.
- Microlicia giuliettiana (Markgr.) A.B. Martins & Almeda
- Microlicia guanayana Wurdack
- Microlicia mucugensis (Wurdack) Almeda & A.B. Martins
- Microlicia myrtoidea Cham.
- Microlicia noblickii (Wurdack) A.B. Martins & Almeda
- Microlicia ordinata (Wurdack) Almeda & A.B. Martins
- Microlicia parvula (Markgr.) Koschn. & A.B. Martins
- Microlicia sphagnicola Gleason
- Microlicia vernicosa (A. Barreto ex Pedersoli) A.B. Martins & Almeda
- Microlicia weddellii Naudin

## Biografía
1. Forzza, R. C. & et al. et al. 2010. 2010 Lista de espécies Flora do Brasil. https://web.archive.org/web/20150906080403/http://floradobrasil.jbrj.gov.br/2010/.